# 瀨戶麻沙美
瀨戶麻沙美（日语：／ Seto Asami，1993年4月2日—）是日本的女性聲優，出身於埼玉縣。曾隸屬於Sigma Seven，現移籍至StarCrew。

## 人物
使她成为声优的契机来自于她在中学时曾希望能够为电视动画《驱魔少年》的主人公配音的想法。她曾将所有的台词都记录下来，把动画消音后亲自为角色配音。
个人兴趣是绘画和歌唱。
中学时加入了排球部、高中时则是艺术体操部。
2010年，于第3屆Sigma Seven審查會中合格，之后一邊念高中一邊繼續藝能活動。
2011年，為電視動畫《放浪男孩》女主角配音。
同年，在日本电视台版的《Hunter×Hunter》的试音选拔中曾试配过酷拉皮卡，虽未当选，不过其演技给了相关工作人员很深的印象。此后，她在同台的电视动画《花牌情缘》中负责为主人公·綾瀨千早配音。
2021年11月1日，經紀公司StarCrew的官方網站公告瀨戶麻沙美移籍至該公司，並且同時開設了官方推特帳號。

## 演出作品

### 電視動畫
2011年
- 我們仍未知道那天所看見的花的名字。（松雪集〈年幼時〉）
- 人家一點都不喜歡啦！（女子）
- DOG DAYS（婭美莉塔·托蘭貝）
- 放浪男孩（高槻佳乃）
- 蘿球社！（袴田花月）
- 花牌情緣（綾瀨千早）
- Fate/Zero（琴音）
- 如果高校棒球女子經理讀了彼得·杜拉克（菜菜子、廣播）

2012年
- 輪迴的拉格朗日（蘭）
- 輪迴的拉格朗日season2（蘭）
- TARI TARI（宮本來夏）
- DOG DAYS'（婭美莉塔·托蘭貝）
- 戰姬絕唱SYMPHOGEAR（友里葵）
- Aikatsu！偶像活動！（星宮荔枝、宮本真子、神谷詩音）
- 魔奇少年（李青舜）

2013年
- 花牌情緣2（綾瀨千早）
- Q弟偵探因幡（夏輝）
- 神奇寶貝超級願望Episode N（諾諾美）
- 革命機Valvrave（指南照子）
- 戰姬絕唱SYMPHOGEAR G（友里葵）
- 蘿球社！SS（袴田花月）
- 斯特拉女子學院高等科C3部（榛名凜）
- 噬血狂襲（藍羽淺蔥）

2014年
- 魔女的使命（火火里綾火）
- 魔法戰爭（五十島胡桃）
- selector infected WIXOSS（浦添伊緒奈）
- 地球隊長（麻野田久美子）
- 排球少年！！（道宮結）
- Baby Steps ~網球優等生~（佐佐木姬子）
- 愛絲卡&羅吉的鍊金工房～黃昏天空之鍊金術士～（薇爾貝兒·沃·耶斯禮特）
- selector spread WIXOSS（伊緒奈〈雪〉）
- 魔彈之王與戰姬（堤格爾〈幼年〉）

2015年
- 蠟筆小新（相戶露娜）
- 偵探歌劇 少女福爾摩斯 TD（安·卡蒂）
- 東京喰種√A（真戶曉）
- 死亡遊行（知幸）
- DOG DAYS"（婭美莉塔·托蘭貝）
- 團地友夫（菊川凪子）
- 魔法少女奈葉ViVid（西比亞·克羅傑古）
- 食戟之靈（北條美代子）
- Baby Steps ~網球優等生~ 2（佐佐木姬子）
- 浦和的小調（高砂調）
- 戰姬絕唱SYMPHOGEAR GX（友里葵）
- Charlotte（目時）
- OVERLORD（CZ2128·達美）
- 魔物娘的同居日常（杞）
- 排球少年！！第二季（道宮結）
- 女武神驅動 -美人魚-（夏洛特·沙魯澤）

2016年
- 春太與千夏～春太與千夏共度青春～（芹澤直子）
- NORN9 命運九重奏（不知火七海[7]）
- 夢幻之星Online2 The Animation（大師鼠）
- 超時空要塞Δ（米拉潔·法莉娜·吉納斯）
- 文豪Stray Dogs（樋口一葉）
- 黑骸（荻布美夏）
- 溫暖的印記
- 食戟之靈 貳之皿（北條美代子）
- Regalia 三聖星（英格麗德）
- 排球少年！！烏野高中VS白鳥澤學園高中（道宮結）
- ViVid Strike!（西比亞·克羅傑古）
- 文豪Stray Dogs 第2期（樋口一葉）

2017年
- 精靈寶可夢 太陽&月亮（君莎）
- 夏目友人帳 陸（月子）
- 戰姬絕唱SYMPHOGEAR AXZ（友里葵）
- 獨占我的英雄（櫂出老師）
- 人馬小姐不迷茫（君原理乃、靜浦流流）
- 食戟之靈 餐之皿（北條美代子）

2018年
- 刀使之巫女（折神紫[8]）
- 刻刻（間島翔子）
- OVERLORD II（CZ2128·達美）
- 七美德（烏列爾）
- 東京喰種：re（真戶曉）
- 重神機潘多拉
- LOST SONG（亞琉·路克斯）
- 春原莊的管理員小姐（月見里堇[9]）
- 音樂少女（熊谷繪里[10]）
- OVERLORD III（CZ2128·達美）
- 青春豬頭少年不會夢到兔女郎學姊（櫻島麻衣[11]）
- 東京喰種:re 第2期（真戶曉）

2019年
- 盾之勇者成名錄（拉芙塔莉雅[12]）
- B-PROJECT ～絕頂＊Emotion～（澄空翼[13]）
- 荒野的壽飛行隊（蕾歐娜[14]）
- 迷你刀使（折神紫）
- 文豪Stray Dogs 第3期（樋口一葉）
- 異世界四重奏（CZ）
- 戰姬絕唱SYMPHOGEAR XV（友里葵）
- 花牌情緣3（綾瀨千早[15]）
- 刺客守則（神華·茲維托克）
- 偶像學園 on Parade！（星宮荔枝）
- 非槍人生NO GUNS LIFE（羅莎·麥克馬洪）

2020年
- 異世界四重奏2（拉芙塔莉雅、CZ）
- 偶像學園 on Parade！（神谷詩音）
- 歌舞伎町夏洛克（鈴本艾莉卡）
- 轉生成女性向遊戲只有毀滅END的壞人大小姐（吉奧多·史提亞德〈幼年〉[16]）
- 咒術迴戰（釘崎野薔薇、改造人）
- 小碧藍幻想！（潔西卡）

2021年
- 文豪Stray Dogs 汪！（樋口一葉）
- Tropical-Rouge！光之美少女（瀧澤飛鳥／紅鶴天使）
- 戰鬥員派遣中！（炎之海涅）
- 緋紅結繫（重·蘭德爾）
- 平穩世代的韋駄天們（毘薩拉）
- 轉生成女性向遊戲只有毀滅END的壞人大小姐X（吉奧多·史提亞德〈幼年〉）
- 海賊王女（菲娜·豪特曼）
- 鍵等（風紀委員）

2022年
- 小鳥之翼（天鷲葵[17]）
- 盾之勇者成名錄 Season 2（拉芙塔莉雅）
- 武藏野！（高砂調[18]）
- Extreme Hearts（艾希莉·班克羅夫特[19]）
- 我想成為影之強者！（阿爾法[20]）
- BLEACH 千年血戰篇（斑目志乃[21]）
- 機動戰士GUNDAM 水星的魔女（薩賓娜·法爾汀）

2023年
- TechnoRoid 超越意志（艾麗莎、艾麗莎貝）
- 阿魯斯的巨獸（劍[22]）
- 百合是我的工作！（西園寺寧寧[23]）
- 小鳥之翼 第2期（天鷲葵）
- 女神咖啡廳（鳳凰寺紅葉[24]）
- 【我推的孩子】（不知火芙莉露）
- 文豪Stray Dogs 第5期（樋口一葉）
- 咒術迴戰 懷玉·玉折 / 澀谷事變（釘崎野薔薇[25]）
- B-PROJECT ～熱烈＊Love Call～（澄空翼[26]）
- BULLBUSTER（二階堂亞留美[27]）
- 我想成為影之強者！ 2nd season（阿爾法[28]）
- 盾之勇者成名錄 Season 3（拉芙塔莉雅[29]）
- 重生者的魔法一定要特別（阿潔絲特·皇克拉恩[30]）
- 地下忍者（鬼首、女學生4）
- 超超超超超喜歡你的100個女朋友（榮逢凪乃[31]）
- 哥布林殺手II（戴花冠的森林公主）
- 某大叔的VRMMO活動記（米娜[32]）
- 香格里拉·開拓異境～糞作獵手挑戰神作～（遙遠昔日的剎那[33]）

2024年
- 異修羅（希恩）
- 怪獸8號（亞白米娜[34]）
- 恰如細語般的戀歌（朝凪依[35]）
- THE NEW GATE（舒尼·萊澤[36]）
- 夜晚的水母不會游泳（小春[37]）
- Unnamed Memory（エルゼ）
- 女神咖啡廳 第2期（鳳凰寺紅葉[38]）
- 【我推的孩子】 第2期（不知火芙莉露）
- 小市民系列（真木島綠）
- 香格里拉·開拓異境～糞作獵手挑戰神作～ 2nd season（遙遠昔日的剎那[39]）
- 最狂輔助職業【話術士】世界最強戰團聽我號令（維洛妮卡·雷德包恩）
- 妖怪學校的菜鳥老師！（豆媽媽）

2025年
- 阿薩里爾2 未來的民間故事（長女哈特溫）
- 藥師少女的獨語 第2期（子翠[40]）
- 超超超超超喜歡你的100個女朋友 第2期（榮逢凪乃[41]）
- 小市民系列 第2期（真木島綠）
- 使人誤解的工房主～關於原英雄隊伍的雜役人員，實際上除了戰鬥能力外全是SSS的故事～（尤莉西亞[42]）
- 正義使者 -我的英雄學院之非法英雄-（塚內真[43]）
- 強者的新傳說（烏爾莎[44]）
- 青春豬頭少年不會夢到聖誕服女郎（櫻島麻衣[45]）
- 琉璃的寶石（荒砥凪[46]）
- 盾之勇者成名錄 Season 4（拉芙塔莉雅[47]）
- 黑化吧！聖女大人（露亞[48]）
- 怪獸8號（第2期）（亞白米娜[49]）
- GNOSIA（吉娜[50]）
- 最後可以再拜託您一件事嗎？（史卡蕾特·艾爾·旺堤米翁[51]）

時期未定
- 與妳相戀到生命盡頭（黎吉·星蘭[52]）
- 異世界四重奏3（拉芙塔莉雅、阿爾法[53]）

### OVA
2012年
- 乃木坂春香的秘密 Purezza♪（柏原有佳）
- 堀與宮村（堀京子）
- 輪迴的拉格朗日 鴨川的日子（蘭）

2014年
- Little Busters! EX（學生A、風紀委員B）
- 堀與宮村（堀京子）

2015年
- 堀與宮村（堀京子）
- 噬血狂襲 女武神的王國篇（藍羽淺蔥）

2016年
- Under the Dog（安希爾·卡蓮巴古）
- OVERLORD（CZ2128·達美）
- 噬血狂襲II（藍羽淺蔥）

2017年
- 噬血狂襲II（藍羽淺蔥）

2018年
- 噬血狂襲III（藍羽淺蔥）

2019年
- 噬血狂襲III（藍羽淺蔥[54]）

2020年
- 噬血狂襲IV（藍羽淺蔥）

### 劇場版動畫
2012年
- Code Geass 亡國的AKITO 第1章「翼龍降臨」（菲拉蕾·巴爾托羅）

2013年
- Code Geass 亡國的AKITO 第2章「撕裂的翼龍」（菲拉蕾·巴爾托羅）
- 劇場版魔法禁書目錄：恩底彌翁的奇蹟（瑪麗·斯皮尔赫德）

2014年
- 劇場版 偶像學園（神谷詩音）

2015年
- 音樂少女（熊谷繪里[55]）
- 怪物的孩子
- UFO學園的秘密（水瀨安娜）
- 少女與戰車 劇場版（西絹代）
- LoveLive! 學園偶像電影（校園偶像）

2016年
- POP IN Q（小湊伊純[56]）

2017年
- 少女與戰車 最終章（第1話）（西絹代）

2019年
- 少女與戰車 最終章（第2話）（西絹代、鴨乃橋）
- 青春豬頭少年不會夢到懷夢美少女（櫻島麻衣[57]）

2020年
- 约会大作战 赤黑新章: Dead or Bullet / Nightmare or Queen（佐贺缲唯）

2021年
- 少女與戰車 最終章（第3話）（西絹代）
- 電影Tropical-Rouge！光之美少女 小小闖入！組合♡舞會！（瀧澤飛鳥／火烈鳥天使）
- 電影Tropical-Rouge！光之美少女 雪之公主與奇蹟的戒指！（瀧澤飛鳥／火烈鳥天使）
- EUREKA／交響詩篇艾蕾卡7 Hi-evolution（エクス・トラ）

2022年
- 劇場版 異世界四重奏 ～Another World～（拉芙塔莉雅）
- 漂流家園（兔內夏芽[58]）
- 只屬於我的兒童餐（瀧澤飛鳥／火烈鳥天使）
- 灌籃高手 THE FIRST SLAM DUNK（彩子）

2023年
- 青春豬頭少年不會夢到嬌憐外出妹（櫻島麻衣[59]）
- 少女與戰車 最終章（第4話）（西絹代）
- 青春豬頭少年不會夢到紅書包女孩（櫻島麻衣[59]）

2024年
- 心之觸碰。[60]

2025年
- 蠟筆小新：超華麗！灼熱的春日部舞者（アリアーナ[61]）
- 少女與戰車 更加相親相愛作戰！（西絹代[62]）

### 網路動畫
2013年
- Double Circle（[63]）

2015年
- 怪物彈珠（伊邪那美）

2018年
- B：彼之初（星名莉莉）
- 昴昴昴宿星團 ～克萊門汀逃亡篇～（CZ2128·達美）

2019年
- 荒野的壽飛行隊 外傳 天空的春風飛行隊（蕾歐娜）

2020年
- NOCTURNE BOOGIE（夢仲魔理[64]）

2021年
- 天空侵犯（ホワイトフェザー、日下部卯月）
- B：彼之初 繼承（星名莉莉）
- 加油吧，同期醬（前輩）
- 星際大戰：異象（エフ）

2025年
- BULLET/BULLET（ノア[65]）

### 遊戲
2010年
- Little Busters! Converted Edition ※PSP版
- 粉紅鐘聲 Continue（詩穗）

2011年
- Chaos Rings（阿爾特）

2012年
- 愛夏的鍊金工房～黃昏大地之鍊金術士～（薇爾貝兒·沃·耶斯禮特）
- 我們仍未知道那天所看見的花的名字。（雪集〈年幼時〉）
- 快打旋風 X 鐵拳（莉莉）
- 和你在一起2（一之瀨愛）
- 特殊報導部（度会楓）
- 嫁Colle（蘭、火火里綾火、藍羽淺葱、五十島胡桃）

2013年
- 愛絲卡&羅吉的鍊金工房～黃昏天空之鍊金術士～（薇爾貝兒·沃·耶斯禮特）
- 青春的開端！（山田花子）
- NORN9 命運九重奏（不知火七海、醫生）
- 桃色大戰（羅澤莉塔·睡美人）

2014年
- UNDER NIGHT IN-BIRTH Exe:Late（月讀命）
- 機動戰士GUNDAM Online（駕駛員聲〈快活II〉）
- 私立格里莫瓦魔法學園（遊佐鳴子[66]）
- 萬千回憶（天命的繼承者露比娜）
- 光明之響（桑妮雅·布朗謝）
- 夏莉的鍊金工房～黃昏海洋之鍊金術士～（薇爾貝兒·沃·耶斯禮特）
- 翠星上的加爾岡緹亞 ONLINE FLEET（伊莎貝拉[67]）
- 音速經紀（上條胡桃[68]）
- NORN9 VAR COMMONS（不知火七海）
- 殺戮幻影（佛拉格拉克[69]）
- 魔法少女大戰 ZANBATSU（埼玉公主）
- 魔物獵人 梅傑波爾多開拓記（渚[70]）
- 蘿球社！秘密的快門機會（袴田花月）

2015年
- 蒼之騎士團
- 巴哈姆特之怒（潔西卡）
- NORN9 LAST ERA（不知火七海）

2016年
- 白猫Project（卡蓮·加蘭德）
- 為了誰的鍊金術師（擊劍士）
- 超級機器人大戰X-Ω（夏緹·裘德威斯汀）

2017年
- 聖火降魔錄 英雄雲集（琳達、伊娜）
- 艦隊收藏（Гангут、神威）
- 魔法紀錄 魔法少女小圓外傳（龍城明日香）
- Sevens Story（法露梅雅）
- 唱吧！超時空要塞手機DeCulture（米拉潔·法莉娜·吉納斯）

2018年
- 魔法电脑战机（欧提努斯）
- 刀使之巫女 刻印閃爍的燈火（折神紫[71]）
- 終幕彼女（薇薇特·史畢卡）
- 命運之子（繆莉娜）
- 少女前線（IWS2000、CONTENDER）
- 御城計劃:RE（成都城、Chandra Mahal、莫里茨堡）
- 東京喰種：re【CALL to EXIST】（真戶曉）
- 皇家熾血（巫師）
- Dies irae 〜Amantes amentes〜（詠）
- 陰陽師（化鯨）

2019年
- BLADEARCUS Rebellion from Shining（桑妮雅·布朗謝）
- 逆轉奧賽羅尼亞（梅蓮）
- 高校艦隊 指尖艦隊戰鬥！（高橋千華）
- 魔法禁書目錄 幻想収束（欧提努斯、玛丽·斯皮尔赫德）
- Crash Fever（拉芙塔莉雅）
- 超級機器人大戰DD（夏緹·裘德威斯汀）

2020年
- 明日方舟（刻俄柏）

2021年
- 白貓Project（釘崎野薔薇）
- 碧蓝航线（苏维埃贝拉罗斯）
- 穿越時空的貓（希斯梅娜）
- 模型少女Awake（藍莎·海恩）
- 原神（九條裟羅）
- 蔚藍檔案（羽川蓮實）

2022年
- 鬼线：东京（麻里）
- 无限之魂（東田花凛）
- 緋染天空 Heaven Burns Red（手塚咲）

2023年
- Fate/Grand Order（果心居士）
- 无期迷途 (卡斯洛)
- 尘白禁区 (里芙·貝斯特拉)
- 蕾斯萊莉婭娜的鍊金工房 ～忘卻的鍊金術與極夜的解放者～（薇爾貝兒·沃·耶斯禮特）

2024年
- 鐵拳8（麗奈）
- 剑星（伊芙）
- 鸣潮（白芷）

2025年
- 寶可夢大師（枇杷）
- 勝利女神：妮姬（伊芙）
- 怪物彈珠（伊呂波）

未知時期
- 二重螺旋（黎瑟）

### 廣播劇CD
2010年
- 動漫狂愛 〜ANIme mitaina KOI shitai!〜

2011年
- GIRL FRIENDS（田口麗）
- DOG DAYS Drama BOX vol.1（婭美莉塔·托蘭貝）

2012年
- 太陽之家（女服務生） - 單行本第5卷附贈廣播劇CD特裝版

2013年
- 我被綁架到貴族女校當「庶民樣本」（天空橋愛佳[72]） - 第5卷附贈廣播劇CD特裝版
- 魔王勇者（幼少冬之王子）
- 屍體派對2 DEAD PATIENT（伊藤菖蒲[73]）
- TARI TARI 廣播劇CD 啟程之歌（宮本來夏）

2014年
- OVERLORD（CZ2128·達美）

2015年
- 伊王野女王狂熱的愛情（芙蕾榭·凡賽特）
- 外傳（西條雪緒）
- 金銀彼女（吉兒[74]）
- 噬血狂襲 狂躁的分身（藍羽淺葱）
- 碧藍幻想 膽小勇者與被囚禁的公主（潔西卡）
- 女僕教你魔王學！廣播劇CD「魔王與女僕的祕寶探險」（白波梅莉亞[75]）
- 我太受歡迎了該怎麼辦 單行本第5卷附贈廣播劇CD特裝版（中野天音）

2016年
- 少女與戰車劇場版 廣播劇CD5 交到新朋友了！（西絹代）
- 中古貨也想談戀愛！3（八百谷合梨）

2017年
- 夜想曲
- 廣播劇CD「Wonderland Wars」Side Story 第2章（莉特爾·愛麗絲、夏朵·愛麗絲）

2018年
- 光明之響 Refrain 附屬廣播劇CD（桑妮雅·布朗謝）
- 電視動畫／Data Carddass「偶像學園」&「偶像學園STARS！」特別廣播劇CD（神谷詩音）
- 守望春天的我們 9卷 附贈廣播劇CD特裝版（神山亞哉〈小学生〉）
- 元氣囝仔 17卷 附贈廣播劇CD初回限定特裝版（大小姐〈館永大小姐〉）
- 櫻島麻衣 陪睡掛軸 Special CD「反省會」（櫻島麻衣）

### 有聲漫畫
2013年
- 新抗體物語（牛島要）

2020年
- 不良少年與白手杖女孩（橙野八子）
- 我破碎的麻里子（日语：マイ・ブロークン・マリコ）（智代）

2021年
- BLACK MILK（哈薇）

2023年
- 在異世界被姊姊奪走了名字（華戀）

2024年
- Green Green Greens（王賀撫子）

### 電視節目
- 迎夢作郎Z（2011年，Ustream）
- 多數決廣播劇「青春豬頭少年不會夢到兔女郎學姊 with 櫻花莊的寵物女孩」（2016年，NICONICO直播）飾演 櫻島麻衣

### 廣告
- TARI TARI GEO原創聲音廣告（宮本來夏）

### 寫真集
- W×Cast voice actor friends ＜上課篇＞、＜放學後篇＞（Glide Media，2012年10月11日）

### 其他
- 新抗體物語 附聲音網路漫畫（牛島要）
- 歷史堂-迷你武士（直江兼續）
- -敬老之日篇-（由美）
- （雪）
- （西條雪緒[76]）
- 彈珠機 輪迴的拉格朗日（2014年，蘭）
- 彈珠機 魔女的使命（2016年，火火里綾火[77]）
- 朗讀劇「銀河鐵道之夜」（2017年）
- 朗讀劇「獨立記念日」（2018年）

## 音乐CD

### 角色歌
| 發售日   | 商品名稱                                                         | 演唱名義 | 歌曲                                                                                               | 備註                                                 |
| 2012年   | 2012年                                                           | 2012年 | 2012年                                                                                             | 2012年                                               |
| -------- | ---------------------------------------------------------------- | --- | -------------------------------------------------------------------------------------------------- | ---------------------------------------------------- |
| 1月18日  | 花牌情緣 原聲帶&角色哥集 第1首                                   | 綾瀨千早（瀨戶麻沙美） | 「full throttle」                                                                                  | 電視動畫《花牌情緣》相關歌曲                         |
| 8月8日   |                                                                  | 白濱坂高中合唱社 | 「」                                                                                               | 電視動畫《TARI TARI》片尾曲                          |
| 8月8日   | 白濱坂高中合唱社                                                 | 「Triple Smiley」 | 網路廣播「TARI TARI廣播 放學後日誌」主題曲                                                         |                                                      |
| 8月15日  |                                                                  | 鴨女運動服社 | 「」                                                                                               | 電視動畫《輪迴的拉格朗日》片尾曲                     |
| 8月15日  | 「 -完全版-」                                                    | 鴨女運動服社 | 電視動畫《輪迴的拉格朗日》相關歌曲                                                                 |                                                      |
| 9月12日  | 輪迴的拉格朗日 season2 角色歌CD Vol.2 蘭篇                       | 菲艾爾德・菲・拉芬緹（瀨戶麻沙美）                                                                                                   | 電視動畫《輪迴的拉格朗日》相關歌曲                                                                 | 「」                                                 |
| 9月26日  | TARI TARI 音樂專輯 〜〜]]                                        | 白濱坂高中學生一同 | 「白浜坂高校校歌」                                                                                 | 電視動畫《TARI TARI》插入曲                          |
| 9月26日  | TARI TARI 音樂專輯 〜〜]]                                        | 宮本來夏（瀨戶麻沙美） | 「goin' my way!!（#1 Ver.）」                                                                      | 電視動畫《TARI TARI》插入曲                          |
| 9月26日  | TARI TARI 音樂專輯 〜〜]]                                        | 宮本來夏（瀨戶麻沙美）、沖田紗羽（早見沙織）、田中大智（島﨑信長）                                                                   | 「白浜坂高校校歌（ラテン Ver.）」                                                                  | 電視動畫《TARI TARI》插入曲                          |
| 9月26日  | TARI TARI 音樂專輯 〜〜]]                                        | 白濱坂高中合唱社 | 「Hau'oli♪」                                                                                       | 電視動畫《TARI TARI》插入曲                          |
| 9月26日  | TARI TARI 音樂專輯 〜〜]]                                        | 白濱坂高中合唱社 | 「（4人Ver.）」                                                                                    | 電視動畫《TARI TARI》片尾曲                          |
| 9月26日  | TARI TARI 音樂專輯 〜〜]]                                        | 白濱坂高中合唱社 | 「（2人Ver.）」                                                                                    | 電視動畫《TARI TARI》片尾曲                          |
| 9月26日  | TARI TARI 音樂專輯 〜〜]]                                        | 宮本來夏（瀨戶麻沙美）、沖田紗羽（早見沙織）                                                                                         | 「（#2ED Ver.）」                                                                                  | 電視動畫《TARI TARI》片尾曲                          |
| 9月26日  | TARI TARI 音樂專輯 〜〜]]                                        | 白濱坂高中合唱社 | 「（#6ED Ver.）」 「（5人Ver.）」 「（#13ED Ver.）」                                               | 電視動畫《TARI TARI》片尾曲                          |
| 9月26日  | TARI TARI 音樂專輯 〜〜]]                                        | 白濱坂高中合唱社 | 「」                                                                                               | 電視動畫《TARI TARI》插入曲                          |
| 9月26日  | TARI TARI 音樂專輯 〜〜]]                                        | 西之端英雄商店者 | 「（#10 Ver.）」 「」                                                                              | 電視動畫《TARI TARI》插入曲                          |
| 9月26日  | TARI TARI 音樂專輯 〜〜]]                                        | 白濱坂高中合唱社&聲樂社 | 「radiant melody」                                                                                 | 電視動畫《TARI TARI》插入曲                          |
| 11月14日 | TARI TARI 角色歌專輯 空盤 〜〜                                   | 宮本来夏（瀬戸麻沙美） | 「Twinkle Link」 「goin' my way!!」                                                                | 電視動畫《TARI TARI》相關歌曲                        |
| 11月14日 | TARI TARI 角色歌專輯 海盤 〜〜                                   | 宮本來夏（瀨戶麻沙美）、沖田紗羽（早見沙織）                                                                                         | 「七色Happiness」                                                                                  | 電視動畫《TARI TARI》相關歌曲                        |
| 11月14日 | TARI TARI 角色歌專輯 海盤 〜〜                                   | 宮本來夏（瀨戶麻沙美）、維也納（花江夏樹）                                                                                           | 「」                                                                                               | 電視動畫《TARI TARI》相關歌曲                        |
| 11月14日 | TARI TARI 角色歌專輯 海盤 〜〜                                   | 坂井和奏（高垣彩陽）、宮本來夏（瀨戶麻沙美）                                                                                         | 「SWEET SHINY DAY」                                                                                | 電視動畫《TARI TARI》相關歌曲                        |
| 11月14日 | TARI TARI 角色歌專輯 海盤 〜〜                                   | 宮本來夏（瀨戶麻沙美） | 「」                                                                                               | 電視動畫《TARI TARI》相關歌曲                        |
| 2013年   |                                                                  | | |                                                      |
| 3月29日  | Electronic Resonance                                             | 熊谷繪里（瀨戶麻沙美） | 「Moonlight Forest」 「Back to Marie」 「Crystal Sound」 「Sword of the Light」 「Dear My Friend」 | 《音樂少女》相關歌曲                                 |
| 4月10日  | TARI TARI 廣播劇CD 啟程之歌                                      | 白濱坂高中合唱社 | 「」                                                                                               | 電視動畫《TARI TARI》相關歌曲                        |
| 8月10日  | World Heroes/                                                    | 千歲春（沼倉愛美）、熊谷繪里（瀨戶麻沙美）                                                                                           | 「World Heroes」 「」                                                                              | 《音樂少女》相關歌曲                                 |
| 8月21日  | 蘿球社！SS Character Songs 慧心學園初等部女子迷你籃球社5年級隊伍 | 慧心學園初等部女子迷你籃球社5年級隊伍                                                                                                | 「下級生Groove!」 「」 「」                                                                        | 電視動畫《蘿球社！SS》相關歌曲                       |
| 12月29日 | Lucy/Starlit Walk                                                | 熊谷繪里（瀨戶麻沙美） | 「Starlit Walk」                                                                                   | 《音樂少女》相關歌曲                                 |
| 2014年   |                                                                  | | |                                                      |
| 2月26日  | 噬血狂襲 BD、DVD第2卷特典CD                                      | 藍羽淺葱（瀨戶麻沙美） | 「片戀Parameter」                                                                                  | 電視動畫《噬血狂襲》相關歌曲                         |
| 2月26日  | 蘿球社！SS BD、DVD第6卷特典CD                                    | 袴田花月（瀨戶麻沙美） | 「」                                                                                               | 蘿球社！SS》相關歌曲                                 |
| 4月23日  | 魔法戰爭角色CD IV                                                | 五十島胡桃（瀬戸麻沙美） | 「My first love」                                                                                  | 電視動畫《魔法戰爭》相關歌曲                         |
| 4月26日  |                                                                  | 熊谷繪里（瀨戶麻沙美） | 「」                                                                                               | 《音樂少女》相關歌曲                                 |
| 5月28日  | 魔法戰爭 BD、DVD第2卷特典CD                                      | 相羽六（東山奈央）、五十島胡桃（瀬戸麻沙美）                                                                                         | 「」                                                                                               | 電視動畫《魔法戰爭》相關歌曲                         |
| 7月23日  | 魔女的使命 角色歌專輯                                            | 火火里綾火（瀨戶麻沙美） | 「 - La Mémoire Perdue」                                                                           | 電視動畫《魔女的使命》相關歌曲                       |
| 7月23日  | 魔女的使命 角色歌專輯                                            | 摩訶龍、兔騎紙、多華宮仄（小林裕介）、火火里綾火（瀬戸麻沙美）                                                                       | 「 〜Max Object〜」                                                                                | 電視動畫《魔女的使命》相關歌曲                       |
| 11月27日 | 音樂少女 2nd專輯「Perfect Free」                                 | 千歲春（沼倉愛美）、熊谷繪里（瀨戶麻沙美）                                                                                           | 「Perfect Free」                                                                                   | 《音樂少女》相關歌曲                                 |
| 11月27日 | 音樂少女 2nd專輯「Perfect Free」                                 | 熊谷繪里（瀨戶麻沙美） | 「」 「Purely all stay there」                                                                     | 《音樂少女》相關歌曲                                 |
| 12月17日 | TARI TARI BD-BOX canime.jp限定版特典CD                           | 白濱坂高中合唱社 | 「」                                                                                               | OVA《TARI TARI》片尾曲                               |
| 2015年   |                                                                  | | |                                                      |
| 1月28日  | 光明之響 音樂精選                                                | 霧香（早見沙織）、桑妮雅（瀨戶麻沙美）                                                                                               | 「」                                                                                               | 遊戲《光明之響》主題曲                               |
| 1月28日  | 光明之響 音樂精選                                                | 桑妮雅（瀨戶麻沙美） | 「」                                                                                               | 遊戲《光明之響》相關歌曲                             |
| 6月26日  | 3STARS                                                           | 熊谷繪里（瀨戶麻沙美） | Visionary                                                                                          | 《音樂少女》相關歌曲                                 |
| 12月23日 |                                                                  | [ 成員 8 ] | 「」 「」                                                                                          | 廣播《夏織與麻沙美的格里廣播》主題曲                 |
| 12月29日 | Justability                                                      | 千歲春（沼倉愛美）、熊谷繪里（瀨戶麻沙美）、龍王更紗（渕上舞）                                                                       | 「Justability」                                                                                    | 《音樂少女》相關歌曲                                 |
| 12月29日 | Justability                                                      | 熊谷繪里（瀨戶麻沙美） | 「Winteright」                                                                                     | 《音樂少女》相關歌曲                                 |
| 2016年   |                                                                  | | |                                                      |
| 2月24日  | 女武神驅動 -美人魚-BD、DVD第3卷特典CD                            | 夏洛特·沙魯澤（瀨戶麻沙美）、時雨霞（田澤茉純）                                                                                      | 「Beat Magic!」                                                                                    | 電視動畫《女武神驅動 -美人魚-》相關歌曲              |
| 5月25日  | 春太與千夏～春太與千夏共度青春～ 角色歌迷你專輯 〜女孩們〜       | 芹澤直子（瀨戶麻沙美） | 「Especially Call」                                                                                | 電視動畫《春太與千夏～春太與千夏共度青春～》相關歌曲 |
| 6月22日  | 〜GRANBLUE FANTASY〜                                             | 亞里莎（高森奈津美）、潔西卡（瀨戶麻沙美）                                                                                           | 「」                                                                                               | 遊戲《碧藍幻想》相關歌曲                             |
| 6月22日  | 〜GRANBLUE FANTASY〜                                             | 潔西卡（瀨戶麻沙美） | 「」                                                                                               | 遊戲《碧藍幻想》相關歌曲                             |
| 2017年   |                                                                  | | |                                                      |
| 2月1日   | Witch Craft Works THE BEST ～日本語盤～                          | 火火里綾火（瀨戶麻沙美） | 「ENDLESS FIRE」 「〜La Memoire Perdue〜」                                                         | 電視動畫《魔女的使命》相關歌曲                       |
| 6月21日  |                                                                  | 西絹代（瀨戶麻沙美） | 「叭喇撃突ケ響」                                                                                   | 動畫《少女與戰車》相關歌曲                           |
| 2018年   |                                                                  | | |                                                      |
| 6月6日   | ON STAGE LIFE                                                    | 音樂少女 | 「ON STAGE LIFE」                                                                                  | 電視動畫《音樂少女》插入曲                           |
| 6月6日   | ON STAGE LIFE                                                    | 音樂少女 | 「ON STAGE LIFE（Taishi ReMix）」                                                                  | 電視動畫《音樂少女》相關歌曲                         |
| 6月8日   |                                                                  | 安希爾·卡蓮巴古（瀨戶麻沙美） | 「」                                                                                               | 劇場版動畫《Under the Dog》主題曲                    |
| 7月18日  | terzetto rhapsody                                                | H☆E☆S | 「terzetto rhapsody」                                                                              | 電視動畫《音樂少女》插入曲                           |
| 7月18日  | terzetto rhapsody                                                | H☆E☆S | 「terzetto rhapsody（Taishi ReMix）」                                                              | 電視動畫《音樂少女》相關歌曲                         |
| 7月25日  |                                                                  | 音樂少女 | 「」                                                                                               | 電視動畫《音樂少女》插入曲                           |
| 8月8日   |                                                                  | 音樂少女 | 「」                                                                                               | 電視動畫《音樂少女》片尾曲                           |
| 8月8日   | 「（Taishi ReMix）」                                             | 音樂少女 | 電視動畫《音樂少女》相關歌曲                                                                       |                                                      |
| 8月29日  | Let's sing!!                                                     | H☆E☆S | 「Let's sing!!」                                                                                   | 電視動畫《音樂少女》插入曲                           |
| 8月29日  | Let's sing!!                                                     | 熊谷繪里（瀨戶麻沙美） | 「Falling Down」                                                                                   | 電視動畫《音樂少女》相關歌曲                         |
| 9月26日  |                                                                  | 音樂少女 | 「」                                                                                               | 電視動畫《音樂少女》插入曲                           |
| 9月26日  | 熊谷繪里（瀨戶麻沙美）                                           | 電視動畫《音樂少女》相關歌曲 | 「」                                                                                               |                                                      |
| 10月3日  |                                                                  | 櫻島麻衣（瀨戶麻沙美）、古賀朋繪（東山奈央）、雙葉理央（種崎敦美）、豐濱和香（內田真禮）、梓川楓（久保百合花）、牧之原翔子（水瀨祈） | 「」                                                                                               | 電視動畫《青春豬頭少年不會夢到兔女郎學姊》片尾曲     |
| 12月19日 | 青春豬頭少年不會夢到兔女郎學姊 BD、DVD第1卷特典CD                | 櫻島麻衣（瀨戶麻沙美） | 「」                                                                                               | 電視動畫《青春豬頭少年不會夢到兔女郎學姊》片尾曲     |
| 12月19日 | LOVE STOIC                                                       | 藍羽淺葱（瀨戶麻沙美） | 「Save Our Sanctuary」                                                                             | OVA《噬血狂襲III》插入曲                             |

### 其他參加樂曲
| 發售日        | 商品名稱                       | 演唱名義   | 歌曲     | 備註                        |
| 2012年        | 2012年                         | 2012年     | 2012年   | 2012年                      |
| ------------- | ------------------------------ | ---------- | -------- | --------------------------- |
| 2012年1月18日 | 花牌情緣 原聲帶&角色歌集 第1首 | 瀨戶麻沙美 | 「」     | 電視動畫《花牌情緣》片尾曲  |
| 2013年3月20日 | 花牌情緣2 原聲帶               | 瀨戶麻沙美 | 「茜空」 | 電視動畫《花牌情緣2》片尾曲 |

### 團體成員
1. 1 2 3 4 5  坂井和奏（高垣彩陽）、宮本來夏（瀨戶麻沙美）、沖田紗羽（早見沙織）、田中大智（島崎信長）、維也納（花江夏樹）
2. ↑  坂井和奏（高垣彩陽）、宮本來夏（瀨戶麻沙美）、沖田紗羽（早見沙織）
3. ↑  石原夏織、瀨戶麻沙美、茅野愛衣
4. 1 2  坂井和奏（高垣彩陽）、宮本來夏（瀨戶麻沙美）、沖田紗羽（早見沙織）、田中大智（島崎信長）、維也納（花江夏樹）、幕張綜合高中合唱團
5. ↑  宮本來夏（瀨戶麻沙美）、沖田紗羽（早見沙織）、田中大智（島崎信長）、維也納（花江夏樹）
6. ↑  宮本來夏（瀨戶麻沙美）、沖田紗羽（早見沙織）
7. ↑  袴田花月（瀨戶麻沙美）、米米·巴爾格里（久野美咲）、竹中椿（津田美波）、竹中柊（洲崎綾）、藤井雅美（種田梨沙）
8. ↑  南智花（石原夏織）、遊佐鳴子（瀨戶麻沙美）
9. 1 2  金時琴子（Lynn）、迎羽織（小倉唯）、迎桐（上坂堇）、千歲春（沼倉愛美）、熊谷繪里（瀨戶麻沙美）、龍王更紗（渕上舞）、箕作沙沙芽（高橋花林）、西尾未來（岡咲美保）、雪野日陽（大野柚布子）、具志堅舒普（島袋美由利）、諸岡洛洛（江口菜子）
10. 1 2  千歲春（沼倉愛美）、熊谷繪里（瀨戶麻沙美）、龍王更紗（渕上舞）
11. ↑  金時琴子（Lynn）、迎羽織（小倉唯）、迎桐（上坂堇）、千歲春（沼倉愛美）、熊谷繪里（瀨戶麻沙美）、龍王更紗（渕上舞）、箕作沙沙芽（高橋花林）、西尾未來（岡咲美保）、雪野日陽（大野柚布子）、具志堅舒普（島袋美由利）、諸岡洛洛（江口菜子）、山田木華子（深川芹亞）

## 外部連結
- （日語） 事務所官方簡歷
- （日語） 官方推特帳號 （页面存档备份，存于）